# 孫慎 (嘉靖進士)
孫慎（1515年—？），字用脩，號聯泉，大寧都司保定右衛官籍，河南武寧縣人，明朝政治人物。

## 生平
嘉靖十九年（1540年）庚子科順天府鄉試第二十八名舉人。嘉靖二十三年（1544年）中式甲辰科會試第二百八名，登第三甲第一百三十八名進士。授推官，嘉靖二十七年（1548年）十一月选授福建道試監察御史，二十八年六月實授。三十一年巡按江西，劾罢四川巡抚戴鱀，三十二年巡按應天，劾罢新升南京工部尚书应天巡抚彭黯，三十六年十一月升大理寺右寺丞，三十八年三月进左寺丞，三十九年四月升都察院右佥都御史、巡抚延绥，四十一年十月命回院管事。四十四年五月升右副都御史、总理河道，因迁延不即赴任，被都给事中王元春弹劾，十月令回籍候用。

## 家族
曾祖孫鎮；祖父孫濂，百戶；父孫經，百戶。母賈氏。重庆下。